# Gornja Kovačica
Gornja Kovačica falu Horvátországban Belovár-Bilogora megyében. Közigazgatásilag Nagygordonyához tartozik.

## Fekvése
Belovár központjától légvonalban 25, közúton 31 km-re délkeletre, községközpontjától légvonalban 5, közúton 6 km-re északkeletre a Bilo-hegység délnyugati lejtőin, a Kovačica-patak mentén fekszik.

## Története
Területe a 17. század közepétől népesült be, amikor a török által elpusztított, kihalt területre folyamatosan telepítették be a keresztény lakosságot. 1774-ben az első katonai felmérés térképén „Dorf Gornia Kovachicza” néven találjuk. A település katonai közigazgatás idején a szentgyörgyvári ezredhez tartozott. 
Lipszky János 1808-ban Budán kiadott repertóriumában „Kovachicza (Gornya)” néven szerepel. Nagy Lajos 1829-ben kiadott művében „Kovachicza (Gor.)” néven 46 házzal, 184 katolikus és 136 ortodox vallású lakossal találjuk.
A katonai közigazgatás megszüntetése után Magyar Királyságon belül Horvát–Szlavónország részeként, Belovár-Kőrös vármegye Grubisno Poljei járásának része volt. 1857-ben 488, 1910-ben 1.012 lakosa volt. 1910-ben a népszámlálás adatai szerint lakosságának 40%-a szerb, 29%-a horvát, 15-15%-a magyar és német anyanyelvű volt. 1918-ban az új szerb-horvát-szlovén állam, majd később Jugoszlávia része lett.
1941 és 1945 között a németbarát Független Horvát Államhoz, majd a háború után a szocialista Jugoszláviához tartozott. 1991-től a független Horvátország része. 1991-ben lakosságának 59%-a szerb, 26%-a horvát nemzetiségű volt. A délszláv háború kirobbanása után szerb szabadcsapatok ellenőrizték. 1991. október 31-én az Otkos 10 hadművelet első napján foglalta vissza a horvát hadsereg. 2011-ben 290 lakosa volt.

## Lakossága
| Lakosság változása | Lakosság változása | Lakosság változása | Lakosság változása | Lakosság változása | Lakosság változása | Lakosság változása | Lakosság változása | Lakosság változása | Lakosság változása | Lakosság változása | Lakosság változása | Lakosság változása | Lakosság változása | Lakosság változása | Lakosság változása |
| ------------------ | ------------------ | ------------------ | ------------------ | ------------------ | ------------------ | ------------------ | ------------------ | ------------------ | ------------------ | ------------------ | ------------------ | ------------------ | ------------------ | ------------------ | ------------------ |
| 1857               | 1869               | 1880               | 1890               | 1900               | 1910               | 1921               | 1931               | 1948               | 1953               | 1961               | 1971               | 1981               | 1991               | 2001               | 2011               |
| 488                | 475                | 541                | 750                | 924                | 1.012              | 896                | 960                | 728                | 705                | 656                | 580                | 460                | 350                | 309                | 290                |

## Nevezetességei
- Szent Anna tiszteletére szentelt római katolikus kápolnáját 1936-ban építették, 1996-ban megújították. Hosszúsága 8, szélessége 4 méter, a harangtorony a déli homlokzat felett emelkedik, tetején piramis alakú toronysisakkal.
- Az idősek visszaemlékezései szerint a Nagypisznicére menő út kereszteződésében egykor pravoszláv templom állt,[6] benne csodatevő ikonnal. Ehhez a helyhez ma is sok legenda fűződik.[7]